# Sakuho
Sakuho (japanska: 佐久穂町?, Sakuho-machi) är en landskommun (köping) i Nagano prefektur i Japan.  